# Giancarlo Esposito
Giancarlo Giuseppe Alessandro Esposito, conegut professionalment com a Giancarlo Esposito (Copenhaguen, Dinamarca, 26 d'abril de 1958) és un actor de teatre, cinema i televisió estatunidenc, així com director i productor. Fill de pare napolità i mare afroamericana d'Alabama, va viure a Europa fins als sis anys, quan la família es va instal·lar a Manhattan (Nova York).
Va fer el seu debut a Broadway, per posteriorment fer el salt a la gran i la pantalla petita. Entre les seves pel·lícules hi trobem Buscant la Susan desesperadament  (1985), School Daze (1988), Do the Right Thing (1989), Mo' Better Blues (1990), King of New York (1990), Harley Davidson and the Marlboro Man (1991), Night on Earth (1991), Bob Roberts (1992), Malcolm X (1992), The Usual Suspects (1995), Twilight (1998), Ali (2001), Derailed (2005), o Rabbit Hole (2010), mentre que a la televisió ha treballat a les sèries Breaking Bad, Once Upon a Time i Revolution, i aparegut en episodis de Miami Vice, Chicago Hope, NYPD Blue, Law & Order, Strong Medicine, Bones, Las Vegas, CSI: Miami, Lie to Me o The Mandalorian.